# Joseph Kabila
Joseph Kabila Kabange (født 4. juni 1971) har været præsident for Den Demokratiske Republik Congo siden drabet på hans far, præsident Laurent Kabila, januar 2001. 
I juli 2002 underskrev Kabila sammen med Rwandas præsident, Paul Kagame, en fredsaftale, der skulle afslutte Afrikas verdenskrig på congolesisk jord. Aftalen blev indgået i Pretoria i Sydafrika og havde som hovedelement Kabilas løfte om at afvæbne og hjemsende 12.000 hutu-soldater af rwandisk afstamning, mod at Rwanda trak sine 30.000 soldater ud af Congo.
Den 27. november 2006 blev hans præsidentembede konsolideret, idet han vandt det første demokratiske præsidentvalg i Congo.
I juli 2021 forsvarede Joseph Kabila sin Ph.d. ved University of Johannesburg med temaet: Reflecting on Leadership Development in a post-conflict country case of the Democratic Republic of Congo. Joseph Kabila startede sine PhD studier i 2017, ved School of Political Science and International Relations, University of Johannesburg.